# Demokratische Partei der Sozialisten Montenegros
Die Demokratische Partei der Sozialisten Montenegros (DPS, montenegrinisch Demokratska Partija Socijalista Crne Gore / Демократска партија социјалиста Црне Горе) ist eine sozialdemokratische Partei in Montenegro.
Die DPS entstand 1990 als Nachfolgeorganisation des montenegrinischen Teils des Bundes der Kommunisten Jugoslawiens. Da sie deren Organisationsstruktur übernahm, hatte sie einen Vorteil bei den ersten freien Wahlen 1990, in denen sie 58,3 % der Wählerstimmen und 83 der 125 Parlamentssitze errang. An der Spitze der Partei standen in dieser Zeit Milo Đukanović, Momir Bulatović und Svetozar Marović. Bulatović wurde 1990 erster Präsident des Gliedstaats, Đukanović 1991 Ministerpräsident. 1992 verlor sie leicht, konnte die absolute Mehrheit aber verteidigen. Die Demokratische Partei der Sozialisten setzte sich für die Union mit Serbien (Bundesrepublik Jugoslawien) ein. Auch 1996 errang sie erneut eine absolute Mehrheit.
In der folgenden Zeit gab es einen Flügelkampf um das Verhältnis zu Serbien. Auf der einen Seite Präsident Bulatović, der das Milošević-Regime unterstützte, auf der anderen Ministerpräsident Đukanović, der sich von ihm distanzierte. Đukanović setzte sich durch und Bulatović verließ mit seinen Anhängern die Partei und gründete die Sozialistische Volkspartei. Bei den Präsidentschaftswahlen 1997 traten die beiden ehemaligen Parteifreunde gegeneinander an, wobei sich Đukanović knapp durchsetzte. Nach der Amtsübernahme 1998 wurde der Parteilose Filip Vujanović neuer Regierungschef. Im selben Jahr trat die DPS gemeinsam mit der Sozialdemokratischen Partei (SDP) zu den Parlamentswahlen an. Gemeinsam erhielten sie 49,5 % und 35 der 78 Sitze, von denen 30 an die DPS gingen.
Anschließend wandte sich die Demokratische Partei der Sozialisten mehr und mehr dem Streben nach völliger Unabhängigkeit zu. Die Regierung führte hierzu beispielsweise die Deutsche Mark ein. Milo Đukanović gewann durch seine Ablehnung Miloševićs internationale Sympathie. Aber auch nach dessen Sturz 2000 hielt die DPS am Streben nach Unabhängigkeit fest. Die Parlamentswahl 2001 endete im Patt, weder der pro-europäische noch der pro-serbische Block konnte eine Regierung bilden. Die Wahlen wurden 2002 wiederholt, hieraus konnten DPS und SDP wieder gestärkt vorgehen. Anschließend fand ein Ämtertausch statt: Milo Đukanović wurde wieder Ministerpräsident, Filip Vujanović Staatspräsident. 2003 wurde die Bundesrepublik Jugoslawien in den lockeren Staatenbund Serbien und Montenegro umgewandelt, dessen Staatsoberhaupt der DPS-Politiker Svetozar Marović wurde.
Nach dem Referendum zur Unabhängigkeit Montenegros, das das Regierungslager knapp gewann, erfolgte die Unabhängigkeitserklärung und bald darauf die internationale Anerkennung. Das Wahlvolk belohnte die Regierung anschließend mit leichten Zugewinnen auf 47,7 % für die Koalition für ein europäisches Montenegro. Damit erhielt die DPS 34 der 81 Sitze in der Skupština Crne Gore. Mit der Parlamentswahl 2016 erreichte sie 36 Sitze und dominierte die Regierung Marković. Bei der Parlamentswahl 2020 wurde die DPS zwar knapp wieder stärkste Fraktion, verlor aber ihre Parlamentsmehrheit und musste zunächst in die Opposition gehen.
Die Demokratische Partei der Sozialisten ist assoziiertes Mitglied der Sozialistischen Internationale.